# Septencoracias
Septencoracias is een geslacht van uitgestorven scharrelaarvogels, dat leefde tijdens het Eoceen in Europa. De typesoort is Septencoracias morsensis.

## Fossiele vondsten
Septencoracias werd beschreven op basis van een fossiel uit de Fur-formatie op het eiland Mors in Denemarken met een ouderdom van ongeveer 54 miljoen jaar. Het holotype MGUH.VP-9509 bestaat uit een groot deel van het skelet inclusief de kop in driedimensionaal vlak. Alleen het borstbeen en delen van de schoudergordel ontbreken. Ook weke delen en maaginhoud zijn gefossiliseerd. Een enkelbot uit de Belgische Formatie van Tielt wordt aan cf. Septencoracias toegeschreven.

## Kenmerken
Septencoracias was een kleine scharrelaarvogel met het formaat van een hedendaagse noordelijke karmijnrode bijeneter en ongeveer 25 centimeter lang. De schedel is ten opzichte van het lichaam relatief groot en qua proporties meer te vergelijken met die van ijsvogels, motmots en bijeneters dan die van scharrelaars. De snavel is stevig en licht gekromd. De gefossiliseerde maaginhoud bestaat uit resten van vissen. Daarnaast zal Septencoracias vermoedelijk ook insecten en kleine gewervelde landdieren hebben gegeten, net als hedendaagse scharrelaars.

## Verwantschap
Septencoracias behoort tot de Coracii, een groep van scharrelaarvogels die ook de scharrelaars en grondscharrelaars omvat. Primobucco uit Noord-Amerika geldt als de nauwste verwant.